# Rasatura

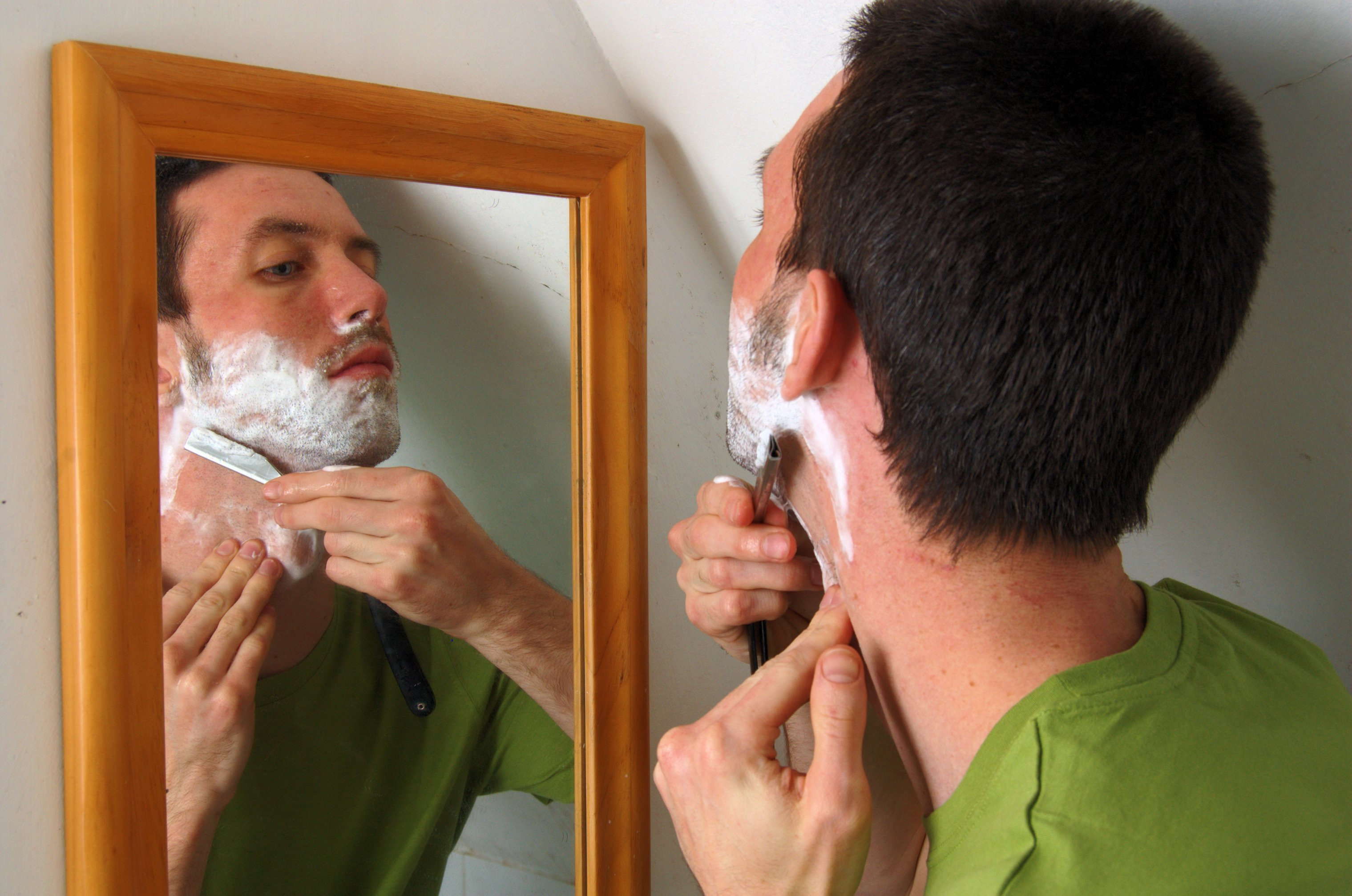
Un uomo che si rade usando un rasoio a mano libera

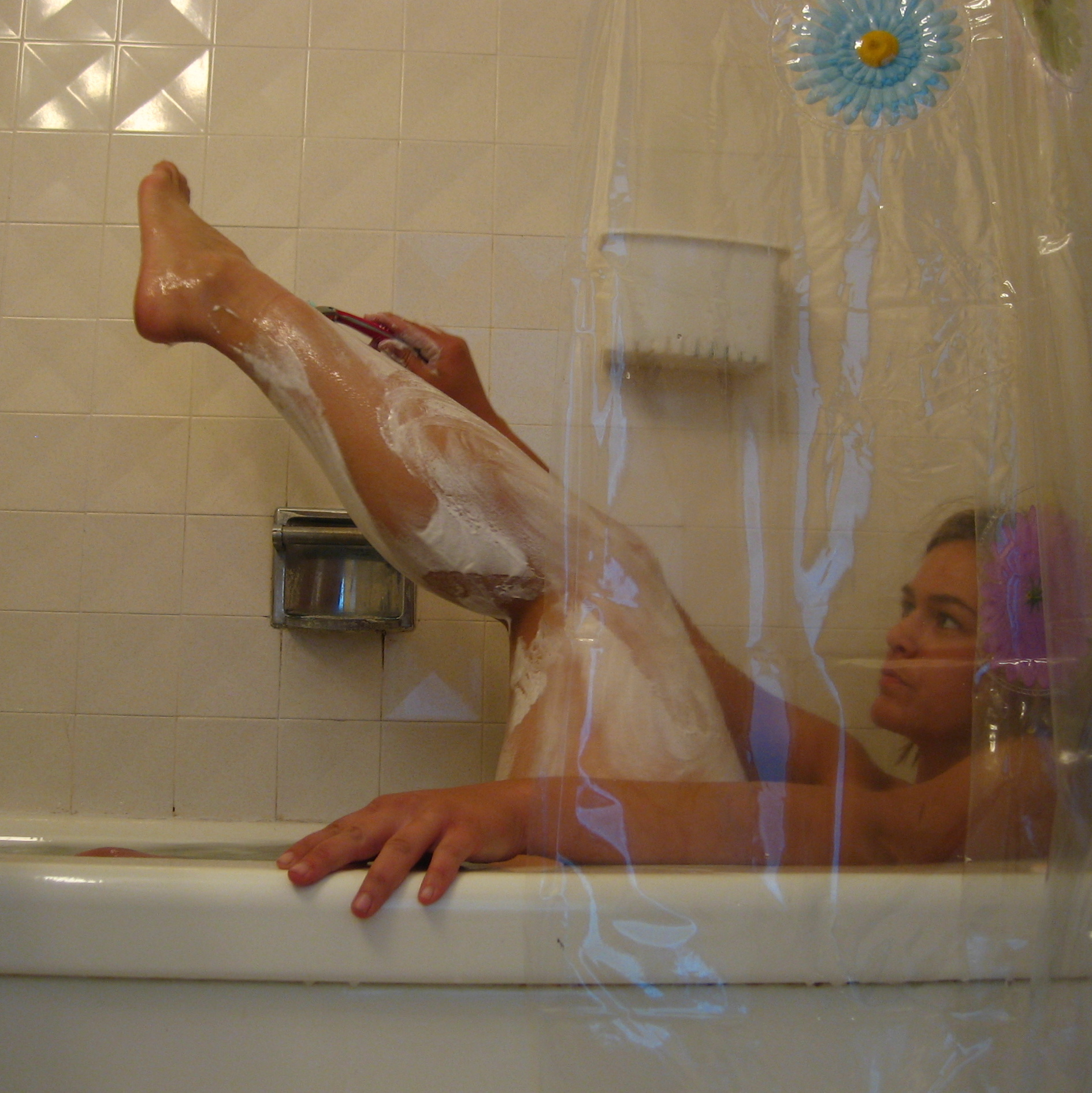
Depilazione delle gambe da parte di una donna che usa un rasoio

La rasatura è un metodo comune di depilazione, precisamente la pratica estetica di tagliare o rimuovere i peli superflui, utilizzando un rasoio o un altro strumento affilato, facendolo scorrere a livello della pelle. La rasatura è più comunemente praticata dagli uomini per rimuovere i peli del viso (barba, baffi, capelli) e sia questi che le donne a volte si radono i peli delle gambe, delle ascelle, del pube o di ogni altra parte del corpo.
La rasatura dei capelli in ambito religioso cristiano prende il nome di tonsura.

## Descrizione
In generale il termine "rasatura" si riferisce all'azione che elimina i circa 25 000 peli che crescono sul mento, sulle guance e su parte del collo degli uomini, su un'area facciale di circa 25 centimetri quadrati. Tale tipo di rasatura può essere effettuata con il rasoio a mano libera, il rasoio di sicurezza a lamette sostituibili, usa e getta, previa applicazione di crema da barba con l'apposito pennello, o elettrico. All'azione della rasatura può seguire l'applicazione del dopobarba.
Quando questa operazione viene effettuata su altre parti del corpo, ad esempio gambe o zona inguinale, assume il nome di depilazione.

## Storia

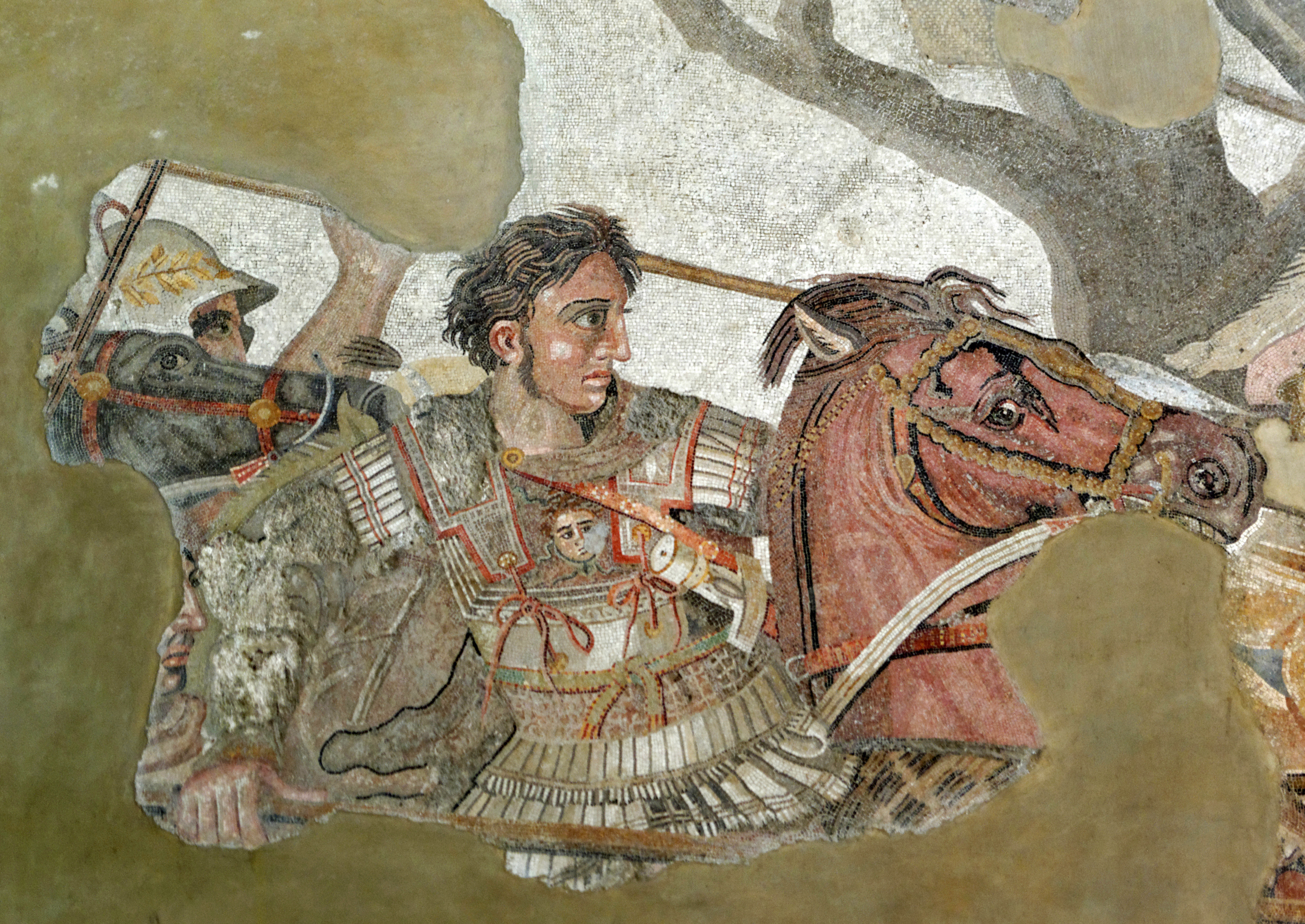
Alessandro Magno rasato sul Mosaico di Alessandro, II secolo a.C.

Prima dell'avvento dei rasoi, i peli venivano talvolta rimossi usando due conchiglie per strapparli o usando acqua e uno strumento affilato. Intorno al 3000 a.C. furono inventati i rasoi in rame. L'idea di un approccio estetico all'igiene personale potrebbe essere iniziata in questo periodo, anche se i sacerdoti egiziani potrebbero aver praticato qualcosa di simile in precedenza. Alessandro Magno promosse fortemente la rasatura della barba per i soldati macedoni prima della battaglia perché temeva che il nemico li avrebbe afferrati. In alcune tribù di nativi americani, al momento del contatto con i coloni britannici, era consuetudine per uomini e donne rimuovere tutti i peli del corpo. 
I rasoi a mano libera sono stati fabbricati a Sheffield, in Inghilterra, sin dal XVIII secolo. Negli Stati Uniti, farsi radere con un rasoio a mano libera da un barbiere o radersi da soli era ancora comune nei primi anni del 1900. La diffusione della rasatura da soli ha cambiato le abitudini. Secondo una stima del barbiere di New York City Charles de Zemler, i ricavi derivanti dalla rasatura dei barbieri sono scesi da circa il 50% all'epoca della guerra ispano-americana al 10% nel 1939 a causa dell'invenzione del rasoio di sicurezza e del rasoio elettrico. 
I rasoi di sicurezza esistono almeno dal 1876, quando il rasoio di sicurezza Star a lama singola fu brevettato dai fratelli Frederick e Otto Kampfe. Era essenzialmente un piccolo pezzo di rasoio a mano libera attaccato a un manico tramite un meccanismo di serraggio. Prima di ogni rasatura, la lama doveva essere attaccata a un supporto speciale, affilata con una cintura di cuoio e riposta nel rasoio. Dopo un po' di tempo, la lama doveva essere affilata da un coltellinaio. 
Nel 1895, King Camp Gillette inventò il rasoio di sicurezza a doppio taglio, con lame usa e getta economiche affilate da due lati. Ci vollero fino al 1901 per costruire un modello funzionante e brevettabile e la produzione commerciale iniziò nel 1903. Il rasoio guadagnò popolarità durante la prima guerra mondiale quando l'esercito statunitense iniziò a distribuire kit da barba Gillette ai suoi militari: nel 1918, la Gillette Safety Razor Company vendette 3,5 milioni di rasoi e 32 milioni di lame. Dopo la prima guerra mondiale, l'azienda cambiò il prezzo del suo rasoio da un premium 5 dollari a un più conveniente 1 dollari (equivalenti rispettivamente a 85 e 17 dollari nel 2023), portando a un altro grande aumento di popolarità. La seconda guerra mondiale portò a un simile aumento di utenti quando a Gillette fu ordinato di dedicare l'intera produzione di rasoi e la maggior parte della produzione di lame all'esercito statunitense. Durante la guerra, 12,5 milioni di rasoi e 1,5 miliardi di lame furono forniti ai militari. 
Nel 1970, Wilkinson Sword introdusse il rasoio "bonded blade", che consisteva in una singola lama alloggiata in una cartuccia di plastica. Gillette seguì nel 1971 con il suo rasoio a cartuccia Trac II che utilizzava due lame. Egli si basò su questo design a doppia lama per un periodo, introducendo nuovi rasoi con caratteristiche aggiuntive come una testina pivotante, striscia lubrificante, e lame montate a molla fino al lancio nel 1998 del rasoio a tripla lama Mach3. Schick lanciò un rasoio Quattro a 4 lame più tardi nello stesso anno, e nel 2006 Gillette lanciò il Fusion a 5 lame. Da allora, sono stati introdotti rasoi con 6 e 7 lame. 
I rasoi completamente usa e getta hanno guadagnato popolarità negli anni '70 dopo che Bic ha lanciato sul mercato il primo rasoio usa e getta nel 1974. Altri produttori, tra cui Gillette, hanno presto introdotto i propri rasoi usa e getta e nel 1980 rappresentavano oltre il 27% delle vendite di unità di rasoi in tutto il mondo.

## Possibili complicazioni
La pelle può reagire alla rasatura con irritazioni, arrossamenti, papule, pustole, eczemi e una serie di patologie come la dermatite seborroica, la sicosi e la tinea barbae, sia a causa dell'azione meccanica della lama sia per i lavaggi con saponi aggressivi che modificano il pH dell'epidermide rendendola più esposta agli agenti patogeni. L'uso promiscuo di rasoi o altri strumenti per la rasatura può portare al contagio di malattie infettive per trasmissione ematica.
Pseudofolliculitis barbae (Pseudofollicolite della barba) è un termine medico per l'infiammazione persistente causata dalla rasatura. È anche conosciuta con le iniziali PFB.

## Miti
La rasatura non fa sì che i peli terminali ricrescano più spessi, più ispidi o più scuri. Questa convinzione è nata perché i peli che non sono mai stati tagliati hanno un'estremità naturalmente affusolata quando emergono dal follicolo pilifero della pelle, mentre, dopo il taglio, non c'è alcuna assottigliamento. I peli tagliati possono quindi apparire più spessi e più ruvidi al tatto a causa dei bordi affilati su ogni ciocca tagliata. Anche il fatto che i peli più corti siano "più duri" (meno flessibili) rispetto ai peli più lunghi contribuisce a questo effetto. I peli possono anche apparire più scuri dopo essere ricresciuti perché i peli che non sono mai stati tagliati sono spesso più chiari a causa dell'esposizione al sole. Inoltre, man mano che gli esseri umani invecchiano, i peli tendono a crescere più ispidi e in più punti del viso e del corpo. Ad esempio, gli adolescenti possono iniziare a radersi il viso o le gambe intorno ai 16 anni, ma invecchiando, i peli inizieranno a crescere più abbondanti e spessi, portando alcuni a credere che ciò fosse dovuto alla rasatura, ma in realtà è solo una parte del processo di maturazione.

## La rasatura nella religione

### Induismo, Buddismo, Giainismo e Cristianesimo
Gli uomini Amish e alcune altre "persone semplici" (gruppi cristiani negli Stati Uniti, caratterizzati dalla separazione dal mondo e da semplicità volontaria) si radono la barba fino al matrimonio, dopodiché la lasciano crescere ma continuano a radersi i baffi.
Una cerimonia indù profondamente simbolica conosciuta come mundan consiste nel radere il primo capello del bambino, un rituale praticato da molte comunità per simboleggiare la purificazione spirituale e l'eliminazione delle impurità delle vite passate e come parte di una serie di riti religiosi samskara.

### Islam

#### Sunnismo
I giuristi musulmani hanno concordato all'unanimità che radere l'intera testa e, in misura minore, tagliarla durante il pellegrinaggio è preferibile. È dimostrato che Muhammad si è rasato l'intera testa e ha pregato per coloro che si sono rasati la testa o si sono tagliati i capelli. 
L'Islam insegna anche ai seguaci a radersi/strappare i peli del corpo come i peli pubici e delle ascelle regolarmente (40 giorni). 

#### Sciismo
Secondo gli studiosi sciiti, la lunghezza della barba non dovrebbe superare la larghezza di un pugno. È consentito tagliare i peli del viso, tuttavia, raderli è haram (lett. "proibito").

### Ebraismo
Gli uomini ebrei osservanti sono soggetti a restrizioni sulla rasatura della barba, poiché Levitico 19:27 proibisce la rasatura degli "angoli della testa" e proibisce di "rovinare" gli "angoli della barba".
Sono consentiti utensili come forbici e rasoi elettrici, che tagliano i peli tra due lame anziché tra lama e pelle.

### Sikhismo
Per i Sikh il precetto del kesh impone di non tagliare mai peli e capelli, in segno dell'accettazione della volontà di Dio.